# Warren Bennis
Warren Bennis (ur. 8 marca 1925 w Nowym Jorku, zm. 31 lipca 2014 w Los Angeles) – amerykański psycholog. Badacz problematyki przywództwa oraz zagadnień stosunków przemysłowych.
Autor książki Leaders: the Strategies for Taking Charge (napisanej wraz z Burtem Nanusem, wydanej w 1985 r.). W pracy tej przeanalizował on sylwetki dziewięćdziesięciu liderów biznesu i na tej podstawie wyróżnił on cztery wspólne dla nich cechy charakterystyczne:
1. posiadanie wizji, która łączy teraźniejszość z przyszłością
2. odpowiednia komunikacja
3. zaufanie łączące lidera i osoby za nim podążające
4. odmowa uznania porażki i samozarządzanie

Zdaniem Bennisa roli lidera można się nauczyć. Uważa on, że aby zostać liderem, człowiek musi przede wszystkim żyć w zgodzie z własną naturą, czy inaczej mówiąc, "być sobą". Stworzył on pojęcie adhokracji, którego użył po raz pierwszy w 1968 roku, a które zostało następnie spopularyzowane przez Alvina Tofflera.